# 数码宝贝大冒险：角色列表
数码宝贝大冒险：角色列表 是日本东映动画于2020年-2021年制作的第八作电视动画《数码宝贝大冒险：》的登场人物和数码兽一览表。

## 设定
本作为原作《数码宝贝大冒险》的重启，时间线由原作的1999年改为2020年，登场人物的角色设定和他们所持的新「数码器：」（Digivice:）也随着时代的变迁做出了一些修改。
《数码宝贝大冒险》完整片名其实包含“：”后面的“数码器”标志，只不过一般的文本无法显示该标志，因此片名看起来像是以“：”结尾。而“：”如同“＝（等号）”一样，“数码器”标志就是本作的象征，“：”起到了将两者相连接的作用。

## 登场角色

### 被选召的孩子们设定
在数码世界发生某些异常状况之际，为了修复这些异常状况，而被选召的少男少女。他们比其他人更早得到搭档数码兽，附加了“为了修复异常状况而战”的义务。

### 被选召的孩子们（主角群）
八神太一（Yagami Taichi）
配音：三瓶由布子（日本）；邱佩轝（台灣）；劉惠雲（香港）
徽章 -勇气
小学五年级学生，八神光的哥哥，11岁。住在东京都近郊的川崎市中原区，和光子郎住在同一栋塔楼，空的青梅竹马，就读于武藏小学，足球社王牌，热血责任感强，比起自己更愿意为他人而行动的少年。即使突然被卷入网络空间的战斗，也能够正确判断自己应做之事，将危机转变为机会。
石田大和（石田和）（Ishida Yamato）
配音：浪川大輔（日本）；張敦喻（台灣）；陳卓智（小学）、謝潔貞（幼年）（香港）
徽章 - 友情
小学五年级学生，高石岳的哥哥，11岁。父母离异时跟随父亲，目前住在岛根县宍道湖畔的乡下。比太一早一步来到网络空间，沉默寡言，总是以行动为优先，因此常被误解，但都是为了保护同伴。有时会与太一对立，但到了关键时刻就会信任彼此，互相依靠。
泉光子郎（Izumi Koshiro）
配音：小林由美子（日本）；黃玉奇（台灣）；詹健兒（香港）
徽章 - 知识
小学四年级学生，10岁。住在东京都近郊的川崎市中原区，和太一住在同一栋塔楼，就读于武藏小学。虽然保守消极，但精通网络，擅长收集分析情报。以东京环状线事件为契机和太一变得亲密，并一同展开冒险。
武之内空（武之内素娜）（Takenouchi Sora）
配音：白石涼子（日本）；張雅婕（台灣）；鄭麗麗（香港）
徽章 - 爱心
小学五年级学生，11岁。住在东京都近郊的川崎市中原区，太一的青梅竹马，就读于武藏小学，足球社王牌。在班上是受到其他女生信赖的大姐头。即使来到网络空间也很快地理解了状况，开始和太一共同行动。
城户丈（城户助）（Kido Joe）
配音：草尾毅（日本）；吳愷笛（台灣）；李安邦（香港）
徽章 - 诚实
小学六年级学生，12岁。住在东京都目黑区，就读于武藏小学，正在准备初中入学考试，不论在哪里都专注于备考。在孩子们当中最年长，因此总是为了能带领同伴们而努力奋斗。
太刀川美美（Tachikawa Mimi）
配音：高野麻里佳（日本）；李昀晴（台灣）；沈小蘭（香港）
徽章 - 纯真
小学四年级学生，10岁。住在东京都涩谷区，总是我行我素，以自己的兴趣为优先的千金大小姐。在未知世界展开冒险后很快就牢骚满腹，时而脱线时而惹麻烦，不过关键时刻也能有所作为。
高石岳（高石武/高石猛）（Takaishi Takeru）
配音：潘惠美（日本）；李昀晴（台灣）；袁淑珍（香港）
徽章 - 希望
小学二年级学生，石田大和的弟弟，8岁。原姓石田，父母离异时跟随母亲，随母亲的姓氏，目前住在东京都涩谷区，但以某次事件为契机开始抱有不可思议的感觉。
八神光（八神嘉儿）（Yagami Hikari）
配音：和多田美咲（日本）；黃玉奇（台灣）；林元春（香港）
徽章 - 光明
小学二年级学生，八神太一的妹妹，8岁。住在东京都近郊的川崎中原区，平时也有着普通人所没有的言行，感受到了太一在网络空间内的活跃表现。

### 主角群搭档数码兽
亚古兽（Agumon）
配音：坂本千夏（日本）；吳愷笛（台灣）；陸惠玲（香港）
八神太一的搭档数码兽，似乎从以前就认识太一。齐心协力进化成暴龙兽后可以放出强力火焰。曾在古代网络空间的大战中发挥了巨大作用。
成长期，爬虫类型，疫苗种。
必杀技：小型火焰（Baby Flame）
進化順序：
黑球兽（Botamon）
幼年期Ⅰ，软泥型，无属性。
必杀技：酸性泡泡（San no Awa）
滚球兽（Koromon）
配音：陳郁霖（台灣）
幼年期Ⅱ，小型，无属性。
必杀技：泡泡（泡沫）（Awa）
暴龙兽（Greymon）
配音：吳愷笛（台灣）；陳欣（香港）
成熟期，恐龙型，疫苗种。
必杀技：超級火焰（Mega Burst）
金属暴龙兽（机械暴龙兽）（Metal Greymon）
完全体，改造型，疫苗种。
必杀技：千兆破坏炮（究极破坏炮）（Giga Destroyer）
金属暴龙兽：改装形态（机械暴龙兽：改装形态/机械暴龙兽：改造形态）（Metal Greymon: Alteros Mode）
完全体，改造型，疫苗种。
必杀技：正电子冲击波（Positron Blaster）
无限龙兽（机械邪龙兽）（Mugendramon）
究极体，机械型，病毒种。
必杀技：无限大炮（Mugen Cannon）
战斗暴龙兽（War Greymon）
究极体，龙人型，疫苗种。
必杀技：盖亚之力（盖亚能量炮/巨型破坏弹）（Gaia Force）
电光暴龙兽（Blitz Greymon）
究极体，改造型，病毒种。
必杀技：等离子刑柱（Plasma Stake）
奥米加兽（奥麦加兽/亚米加兽/欧米加兽）（Omegamon）
配音：坂本千夏、山口眞弓（日本）；張敦喻（台灣）；陸惠玲、林丹鳳（香港）
究极体，圣骑士型，疫苗种。
必杀技：暴龙剑（暴龙飓风剑）（Grey Sword）
奥米加兽Alter-S（奥麦加兽Alter-S/亚米加兽Alter-S/欧米加兽Alter-S）（Omegamon Alter-S）
究极体，圣骑士型，病毒种。
必杀技：暴龙炮（暴龙加农炮）（Grey Cannon）
加布兽（Gabumon）
配音：山口眞弓（日本）；鄒韋（台灣）；林丹鳳（香港）
石田大和的搭档数码兽。比任何人都理解大和的心情，进化后是以速度见长的战士加鲁鲁兽。
成长期，爬虫类型，数据种/疫苗种。
必杀技：小火焰弹（爆炎火焰彈）（Petit Fire）
進化順序：
普尼兽（布尼兽）（Punimon）
幼年期Ⅰ，软泥型，无属性。
必杀技：酸性泡泡（San no Awa）
犄角兽（独角兽）（Tunomon）
配音：黃玉奇（台灣）
幼年期Ⅱ，小型，无属性。
必杀技：泡泡（Awa）
加鲁鲁兽（Garurumon）
配音：鄒韋（台灣）
成熟期，兽型，数据种/疫苗种。
必殺技：妖狐火焰（Fox Fire）
狼人加鲁鲁兽（兽人加鲁鲁兽）（Were Garurumon）
完全体，兽人型，数据种/疫苗种。
必殺技：恺撒锐爪（Kaiser Nail）
狼人加鲁鲁兽：射手形态（兽人加鲁鲁兽：机翼形态）（Were Garurumon: Sagittarius Mode）
完全体，兽人型，疫苗种。
必殺技：斗宿重击（Kaus-slugger）
金属加鲁鲁兽（钢铁加鲁鲁兽）（Metal Garurumon）
究极体，改造型，数据种。
必殺技：冰狱冷冻气（绝对冷冻气/绝对零度风暴/冥河吐息）（Cocytus Breath）
偃月加鲁鲁兽（Cres Garurumon）
究极体，兽骑士型，数据种。
必杀技：黄兽偃月刀（Kijuu Engetsutou）
奥米加兽（奥麦加兽/亚米加兽/欧米加兽）（Omegamon）
配音：山口眞弓、坂本千夏（日本）；張敦喻（台灣）；林丹鳳、陸惠玲（香港）
究极体，圣骑士型，疫苗种。
必杀技：加鲁鲁炮（加鲁鲁加农炮）（Garuru Cannon）
奥米加兽Alter-S（奥麦加兽Alter-S/亚米加兽Alter-S/欧米加兽Alter-S）（Omegamon Alter-S）
究极体，圣骑士型，病毒种。
必杀技：加鲁鲁剑（加鲁鲁飓风剑）（Garuru Sword）
瓢虫兽（甲虫兽）（Tentomon）
配音：櫻井孝宏（日本）；鄒韋（台灣）；黃啟昌（香港）
泉光子郎的搭档数码兽。操着一口迷之关西腔，活跃气氛的角色。进化成独角仙兽后外骨骼得到强化，防御力优秀。
成长期，昆虫型，疫苗种/病毒种。
必杀技：飞翼闪电（小型闪电/小型雷电）（Petit Thunder）
進化順序：
独角仙兽（比多兽）（Kabuterimon）
成熟期，昆虫型，疫苗种。
必杀技：百万冲击波（米加巨炮/百万爆破/百万爆炎）（Mega Blaster）
阿特拉独角仙兽（超比多兽）（Atlur Kabuterimon）
完全体，昆虫型，疫苗种。
必杀技：巨角破坏炮（超大角炮）（Horn Buster）
赫拉克勒独角仙兽（赫拉克勒比多兽/力神比多兽/究极比多兽）（Herakle Kabuterimon）
究极体，昆虫型，疫苗种。
必杀技：千兆冲击波（千兆爆破/究极冲击炮）（Giga Blaster）
比丘兽（皮悠兽）（Piyomon）
配音：重松花鳥（日本）；陳郁霖（台灣）；林元春（香港）
武之内空的搭档数码兽。爱撒娇的性格，喜欢粘着空。进化成巴多拉兽后，在空中大显身手。
成长期，雏鸟型，疫苗种。
必杀技：魔法火焰（Magical Fire）
進化順序：
鸟龙兽（巴多拉兽）（Birdramon）
成熟期，巨鸟型，数据种/疫苗种。
必杀技：陨石巨翼（Meteor Wing）
迦楼罗兽（伽楼达兽）（Garudamon）
完全体，鸟人型，疫苗种。
必杀技：影翼斩（影翼）（Shadow Wing）
凤凰兽（圣鹰兽）（Hououmon）
究极体，圣兽型，疫苗种。
必杀技：星光爆破（星光爆裂）（Starlight Explosion）
斑海豹兽（哥玛兽）（Gomamon）
配音：竹内順子（日本）；邱佩轝（台灣）；胡家豪（香港）
城户丈的搭档数码兽。进化后是海狮兽。追随着各方面都努力的丈，像是所谓的贤内助。
成长期，海兽型，疫苗种。
必杀技：鱼群大暴走（鱼群大进军）（Marching Fishes）
進化順序：
一角兽（海狮兽/独角鲸兽）（Ikkakumon）
成熟期，海兽型，疫苗种。
必杀技：鱼叉火神炮（鱼叉机关炮/尖角导弹）（Harpoon Vulcan）
古海龟兽（海龟兽）（Archelomon）
装甲体，爬虫类型，自由种/数据种。
必杀技：大海旋涡（Ocean Strom）
祖顿兽（Zudomon）
完全体，海兽型，疫苗种。
必杀技：重锤火花（Hammer Spark）
维京兽（维京毛人兽）（Vikemon）
究极体，海兽型，自由种/数据种/疫苗种。
必杀技：极寒暴风雪（北极暴风雪/北极风暴）（Arctic Blizzard）
棕榈兽（巴鲁兽）（Palmon）
配音：山田茸（日本）；張雅婕（台灣）；魏惠娥（香港）
太刀川美美的搭档数码兽。非常喜欢美美，自称是她的护卫担当。进化成仙人掌兽后全方位攻击都很强力。
成长期，植物型，数据种/疫苗种。
必杀技：毒蔓藤（毒藤）（Poison Ivy）
進化順序：
种子兽（Tanemon）
幼年期Ⅱ，球根型，无属性。
必杀技：粘着性泡泡（Nenchakusei no Awa）
针刺兽（仙人掌兽/荆棘兽）（Togemon）
成熟期，植物型，数据种/病毒种。
必杀技：尖尖碰碰拳（刺刺大乱射/尖刺攻击）（Chikuchiku Bang Bang）
雨披兽（万圣兽/邦卓兽）（Ponchomon）
装甲体，幽灵型，自由种/病毒种。
必杀技：龙舌兰之拳（邦卓拳）（Tequila Knuckle）
百合兽（花仙兽/仙女兽）（Lilimon）
完全体，妖精型，数据种。
必杀技：花仙炮（鲜花飞弹）（Flow' Cannon）
蔷薇兽（高雅蔷薇兽/玫瑰兽）（Rosemon）
究极体，妖精型，数据种。
必杀技：禁断诱惑（禁忌之诱惑）（Forbidden Temptation）
巴达兽（Patamon）
配音：松本美和（日本）；陳郁霖（台灣）；雷碧娜（香港）
高石岳的搭档数码兽。进化后的姿态曾在古代网络空间的大战中发挥了巨大作用。
成长期，哺乳类型，数据种。
必杀技：空气炮（Air Shot）
進化順序：
漂游兽（浮游兽）（Poyomon）
幼年期Ⅰ，软泥型，无属性。
必杀技：强力酸性泡泡（Kyouryoku na San no Awa）
迪哥兽（Tokomon）
幼年期Ⅱ，小型，无属性。
必杀技：牙咬（Kamitsuki）
使魔兽（黑巴达兽）（Tukaimon）
配音：置鮎龍太郎（日本）；張敦喻（台灣）；翟耀輝（香港）
成长期，哺乳类型，病毒种。
必杀技：坏消息（坏讯息）（Bad Message）
恶魔兽（Devimon）
成熟期，堕天使型，病毒种。
必杀技：死亡之爪（恶魔之爪）（Death Claw）
天使兽（Angemon）
配音：松本美和（日本）；張敦喻（台灣）；蘇強文（香港）
成熟期，天使型，疫苗种。
必杀技：天堂之拳（Heaven's Knuckle）
天马兽（Pegasmon）
配音：松本美和（日本）；陳郁霖（台灣）；雷碧娜（香港）
装甲体，哺乳类型/圣兽型，自由种/疫苗种。
必杀技：银色光芒（Silver Blaze）
新种恶魔兽（新生恶魔兽/里奥恶魔兽/尼欧恶魔兽）（Neo Devimon）
配音：置鮎龍太郎（日本）；張敦喻（台灣）；翟耀輝（香港）
完全体，堕天使型/人造堕天使型，病毒种。
必杀技：罪恶之爪（Guilty Claw）
神圣天使兽（Holy Angemon）
配音：松本美和（日本）；張敦喻（台灣）；蘇強文（香港）
完全体，大天使型，疫苗种。
必杀技：天国之门（天堂通道）（Heaven's Gate）
神圣天使兽：神官形态（Holy Angemon: Priest Mode）
完全体，大天使型，疫苗种。
必杀技：天国之门（天堂通道）（Heaven's Gate）
但丁恶魔兽（Done Devimon）
配音：置鮎龍太郎（日本）；張敦喻（台灣）；翟耀輝（香港）
究极体，堕天使型，病毒种。
必杀技：毁灭之爪（Destroy Claw）
黑炽天使兽（黑究极天使兽/黑塞拉菲兽）（Black Seraphimon）
配音：松本美和（日本）；張敦喻（台灣）；蘇強文（香港）
究极体，堕天使型/炽天使型，病毒种。
必杀技：七重地狱（七重天堂）（Seven's Hell）
炽天使兽（究极天使兽/塞拉菲兽）（Seraphimon）
究极体，炽天使型，疫苗种。
必杀技：七重天堂（七星天堂）（Seven Heavens）
神龙兽（Goddramon）
究极体，圣龙型，疫苗种。
必杀技：神之烈焰（God Flame）
迪路兽（Tailmon）
配音：園崎未惠（日本）；李昀晴（台灣）；梁少霞（香港）
八神光的搭档数码兽。不断间接地对太一他们的战斗产生着影响，进化后的姿态曾在古代网络空间的大战中发挥了巨大作用。
成熟期，圣兽型，疫苗种。
必杀技：猫猫拳（Neko Punch）
進化順序：
骷髅骑士兽（Skull Knightmon）
配音：張敦喻（台灣）
成熟期，不死型，病毒种。
必杀技：枪针（Spear Needle）
骷髅骑士兽：薙刀形态（Skull Knightmon: Naginata Mode）
成熟期，不死型，病毒种。
骷髅骑士兽：弓箭形态（Skull Knightmon: Arrow Mode）
成熟期，不死型，病毒种。
黑暗骑士兽（暗黑骑士兽）（Dark Knightmon）
完全体，暗黑骑士型，病毒种。
必杀技：双头矛（双子之枪）（Twin Spear）
百万黑暗骑士兽（百万暗黑骑士兽）（Mega Dark Knightmon）
完全体，暗黑骑士型，病毒种。
天女兽（Angewomon）
配音：李昀晴（台灣）
完全体，大天使型/天使型，疫苗种/自由种。
必杀技：神圣之箭（神圣弓箭/神圣光箭）（Holy Arrow）
座天使兽（神圣天女兽/奥菲尼兽）（Ofanimon）
究极体，座天使型，疫苗种。
必杀技：伊甸标枪（伊甸园标枪/终极镖枪）（Eden's Javelin）
圣龙兽（Holydramon）
究极体，圣龙型，疫苗种/自由种。
必杀技：神圣烈焰（神圣火焰）（Holy Flame）

### 被选召孩子们的家人
八神裕子（Yagami Yuko）
配音：園崎未惠（日本）；張雅婕（台灣）；雷碧娜（香港）
八神太一与八神光的母亲。
武之内淑子（Takenouchi Yoshiko）
武之内空的母亲。
石田裕明（Ishida Hiroaki）
石田大和与高石岳的父亲，与前妻高石奈津子离异后带着石田大和生活。
高石奈津子（Takaishi Natsuko）
石田大和与高石岳的母亲，与前夫石田裕明离异后带着高石岳生活。
城户新（城户进）（Kido Shin）
配音：草尾毅（日本）；張敦喻（台灣）；蘇強文（香港）
城户家的长子，城户丈的大哥。
太刀川源一郎（Tachikawa Genichiro）
配音：池水通洋（日本）；張敦喻（台灣）；黃子敬（香港）
太刀川美美的祖父，太刀川重工（Tachikawa Heavy Industries, Ltd.）会长。
太刀川圭介（Tachikawa Keisuke）
配音：樱井孝宏（日本）；吳愷笛（台灣）；李錦綸（香港）
太刀川美美的父亲。
太刀川里江（Tachikawa Satoe）
配音：高野麻里佳（日本）；陳郁霖（台灣）；陸惠玲（香港）
太刀川美美的母亲。

### 古代战争
在数码世界，遥远的古代，代表光明（神圣）与黑暗（邪恶）的数码兽势力曾经发生一场大规模的战争，截然对峙的平衡开始崩坏，神圣数码兽集结古代数码兽战士共同将黑暗势力击退，但付出了巨大的代价，神圣数码兽和古代数码兽战士几乎全军覆没。

#### 光明势力
炽天使兽（究极天使兽/塞拉菲兽）（Seraphimon）
配音：松本美和（日本）；張敦喻（台灣）；蘇強文（香港）
究极体，炽天使型，疫苗种。
必杀技：七重天堂（七星天堂）（Seven Heavens）
黑炽天使兽（黑究极天使兽/黑塞拉菲兽）（Black Seraphimon）
究极体，堕天使型/炽天使型，病毒种。
必杀技：七重地狱（七重天堂）（Seven's Hell）
神圣天使兽（Holy Angemon）
完全体，大天使型，疫苗种。
必杀技：天国之门（天堂通道）（Heaven's Gate）
天使兽（Angemon）
成熟期，天使型，疫苗种。
必杀技：天堂之拳（Heaven's Knuckle）
智天使兽（基路比兽）（Cherubimon）
配音：西村千奈美（日本）；李昀晴（台灣）；何璐怡（香港）
究极体，智天使型，疫苗种。
必杀技：天堂审判（天国裁决）（Heaven's Judgement）
安底罗兽（玉兔兽）（Andiramon）
完全体，圣兽型，数据种。
必杀技：剑叶树之森（万斧斩）（Asipatravana）
兔儿爷兽（兔爷兽/武兔兽/杜鲁尼兽/杜鲁那兽）（Turuiemon）
成熟期，兽人型，数据种。
必杀技：严兔烈斗（Gantoretto）
垂耳兔兽（黑大耳兽）（Lopmon）
成长期，兽型，数据种。
必杀技：炽烈寒冰（爆裂寒冰）（Blazing Ice）
座天使兽（神圣天女兽/奥菲尼兽）（Ofanimon）
配音：園崎未惠（日本）；李昀晴（台灣）；梁少霞（香港）
究极体，座天使型，疫苗种。
必杀技：伊甸标枪（伊甸园标枪/终极镖枪）（Eden's Javelin）
天女兽（Angewomon）
完全体，大天使型/天使型，疫苗种/自由种。
必杀技：神圣之箭（神圣弓箭/神圣光箭）（Holy Arrow）
拉结尔兽（Rasielmon）
究极体，座天使型，疫苗种。
必杀技：知识洪流（Knowledge Stream）
键天使兽（钥匙天使兽）（Clavis Angemon）
究极体，力天使型，疫苗种。
必杀技：钥匙（关键之钥）（The Key）
比特兽（炎天使兽/火天使兽）（Pidmon）
成熟期，天使型，疫苗种。
必杀技：火焰之羽（Fire Feather）
丘比兽（Cupimon）
配音：菊池心（日本）；李昀晴（台灣）；羅孔柔（香港）
幼年期Ⅱ，小天使型，无属性。
必杀技：天使之环（Angel Ring）
小天使兽（巴特兽）（Puttimon）
幼年期Ⅰ，小天使型，无属性。
必杀技：天使星尘（Angel Dust）
斩天使兽（圣剑天使兽/斩击天使兽）（Slash Angemon）
究极体，能天使型，疫苗种。
必杀技：神圣之剑（神圣卓越之剑）（Holy Espada）
土偶兽（古神兽）（Shakkoumon）
完全体，突然变异型，自由种/疫苗种/数据种。
必杀技：荒御魂（Aramitama）
瓦尔德兽（Valdurmon）
配音：風間勇刀、前田愛（日本）；張敦喻、邱佩轝（台灣）；梁偉德、曾秀清（香港）
究极体，圣鸟型，疫苗种。
必杀技：极光波动（Aurora Undulation）
瓦尔基里兽（女战神兽/女武神兽/鸟人兽）（Valkyrimon）
配音：夏樹莉緒（日本）；李昀晴（台灣）；謝潔貞（香港）
究极体，战士型，自由种/疫苗种/数据种。
必杀技：芬里厄剑（终极光矢）（Fenrir Sword）
骑士兽（Knightmon）
完全体，战士型，数据种。
必杀技：狂暴大剑（疯狂之剑）（Berserk Sword）
奥米加兽（奥麦加兽/亚米加兽/欧米加兽）（Omegamon）
配音：坂本千夏、山口眞弓（日本）；張敦喻（台灣）；陸惠玲、林丹鳳（香港）
究极体，圣骑士型，疫苗种。
必杀技：暴龙剑（暴龙飓风剑）（Grey Sword）
战斗暴龙兽（War Greymon）
配音：坂本千夏（日本）；吳愷笛（台灣）；陳欣（香港）
究极体，龙人型，疫苗种。
必杀技：盖亚之力（盖亚能量炮/巨型破坏弹）（Gaia Force）
金属加鲁鲁兽（钢铁加鲁鲁兽）（Metal Garurumon）
配音：山口眞弓（日本）；鄒韋（台灣）；林丹鳳（香港）
究极体，改造型，数据种。
必殺技：冰狱冷冻气（绝对冷冻气/绝对零度风暴/冥河吐息）（Cocytus Breath）
赫拉克勒独角仙兽（赫拉克勒比多兽/力神比多兽/究极比多兽）（Herakle Kabuterimon）
配音：櫻井孝宏（日本）；鄒韋（台灣）；黃啟昌（香港）
究极体，昆虫型，疫苗种。
必杀技：千兆冲击波（千兆爆破/究极冲击炮）（Giga Blaster）
凤凰兽（圣鹰兽）（Hououmon）
配音：重松花鳥（日本）；陳郁霖（台灣）；林元春（香港）
究极体，圣兽型，疫苗种。
必杀技：星光爆破（星光爆裂）（Starlight Explosion）
维京兽（维京毛人兽）（Vikemon）
配音：竹内順子（日本）；邱佩轝（台灣）；胡家豪（香港）
究极体，海兽型，自由种/数据种/疫苗种。
必杀技：极寒暴风雪（北极暴风雪/北极风暴）（Arctic Blizzard）
蔷薇兽（高雅蔷薇兽/玫瑰兽）（Rosemon）
配音：山田茸（日本）；張雅婕（台灣）；魏惠娥（香港）
究极体，妖精型，数据种。
必杀技：禁断诱惑（禁忌之诱惑）（Forbidden Temptation）
可蒙犬兽（科蒙德兽）（Komondomon）
配音：横山大介（日本）
成熟期，兽型，数据种。
必杀技：吵嚷擦拭者（喧闹擦拭）（Wai-wiper）

#### 黑暗势力
负面兽（Negamon）
幼年期Ⅱ，种族不明，无属性。
必杀技：镇定眼（狂乱之眼）（Downer Eye）
死亡兽（Deathmon）
配音：火山太田（日本）；張敦喻（台灣）；曹啟謙（香港）
究极体，魔王型，数据种。
必杀技：死亡飞矢（死亡飞箭/死亡烈火箭）（Death Arrow）
最终千年兽（终末千年兽）（Zeed Millenniumon）
配音：火山太田（日本）
究极体，邪神型，病毒种。
必杀技：时空破灭（时空破灭者）（Time Destroyer）
月之千年兽（Moon Millenniumon）
究极体，邪神型，病毒种。
必杀技：死亡水晶（Death Crystal）
千年兽（Millenniumon）
究极体，合成型，病毒种。
必杀技：时空无尽（限制时空空间破坏）（Time Unlimited）
深渊兽（Gulfmon）
究极体，魔兽型，病毒种。
必杀技：死亡呼啸（Dead Scream）
邪龙兽（Devidramon）
成熟期，邪龙型，病毒种。
必杀技：真红之爪（绯红之爪/血腥之爪）（Crimson Nail）
铠皇兽（铠王兽/武士龙兽）（Gaioumon）
究极体，龙人型，病毒种。
必杀技：盖亚反应炉（Gaia Reactor）
灾厄兽（邪魔兽/地狱小鬼兽）（Evilmon）
成熟期，小恶魔型，病毒种。
必杀技：恶梦休克（恶梦惊狂）（Nightmare Shock）
巨人兽（巨岩兽）（Gigasmon）
混合体，矿物型，可变种。
必杀技：大地震（大地怒震）（Earthquake）

### 现代战争
如今新的黑暗势力再次侵袭数码世界以及通过网络相连的现实世界。

#### 抵抗势力
狮子兽（Leomon）
配音：平田廣明（日本）；鄒韋（台灣）；雷霆（香港）
成熟期，兽人型，疫苗种。
必杀技：兽王拳（Juuouken）
斯巴达兽（斯帕达兽）（Spadamon）
配音：真田麻美（日本）；邱佩轝（台灣）；陳琴雲（香港）
成长期，武器型，自由种。
必杀技：蓝色勇气（蓝色勇士）（Blue Brave）
猎鹰兽（夜鹰兽）（Falcomon）
成长期，鸟型，疫苗种。
必杀技：手里里剑（黑无飞镖）（Shuririnken）
啄木鸟兽（锐啄兽/喙啄兽）（Peckmon）
成熟期，鸟型，疫苗种。
必杀技：苦无羽（羽毛飞镖）（Kunaibane）

#### 黑暗势力
负面兽（Negamon）
幼年期Ⅱ，种族不明，无属性。
必杀技：镇定眼（狂乱之眼）（Downer Eye）
亚巴顿兽（Abadomon）
究极体，种族不明，属性不明。
必杀技：凝视消除者（Gaze Eraser）
亚巴顿兽 核心（Abbadomon Core）
配音：松山鹰志（日本）；鄒韋（台灣）；潘文柏（香港）
究极体，种族不明，属性不明。
必杀技：无之日食（虚蚀）（Eclipse None）
声鸟兽（Soundbirdmon）
配音：火山太田（日本）；張敦喻（台灣）；曹啟謙（香港）
成长期，鸟型，病毒种。
必杀技：终音（Sound Finish）
死亡兽（Deathmon）
究极体，魔王型，数据种。
必杀技：死亡飞矢（死亡飞箭/死亡烈火箭）（Death Arrow）
死亡兽（黑）（Deathmon (Black)）
究极体，魔王型，病毒种。
必杀技：死亡飞矢（死亡飞箭/死亡烈火箭）（Death Arrow）
十数兽（魔弹兽）（Sephirothmon）
混合体，突然变异型，可变种。
必杀技：隆隆混合数（1-10）（Rumble Blend Number(1-10)）
奇美拉兽（基米拉兽）（Chimairamon）
完全体，合成型，数据种。
必杀技：灼热毒蛇（死亡热线/死亡热力射线）（Heat Viper）
狮鹫兽（飞狮兽）（Griffomon）
究极体，幻兽型，数据种。
必杀技：超声波音频（超音波之声/超重低音）（Supersonic Voice）
无限龙兽（机械邪龙兽）（Mugendramon）
究极体，机械型，病毒种。
必杀技：无限大炮（Mugen Cannon）
千年兽（Millenniumon）
配音：火山太田（日本）
究极体，合成型，病毒种。
必杀技：时空无尽（限制时空空间破坏）（Time Unlimited）
月之千年兽（Moon Millenniumon）
究极体，邪神型，病毒种。
必杀技：死亡水晶（Death Crystal）
最终千年兽（终末千年兽）（Zeed Millenniumon）
究极体，邪神型，病毒种。
必杀技：时空破灭（时空破灭者）（Time Destroyer）
使魔兽（黑巴达兽）（Tukaimon）
配音：置鮎龍太郎（日本）；張敦喻（台灣）；翟耀輝（香港）
成长期，哺乳类型，病毒种。
必杀技：坏消息（坏讯息）（Bad Message）
恶魔兽（Devimon）
成熟期，堕天使型，病毒种。
必杀技：死亡之爪（恶魔之爪）（Death Claw）
新种恶魔兽（新生恶魔兽/里奥恶魔兽/尼欧恶魔兽）（Neo Devimon）
完全体，堕天使型/人造堕天使型，病毒种。
必杀技：罪恶之爪（Guilty Claw）
但丁恶魔兽（Done Devimon）
究极体，堕天使型，病毒种。
必杀技：毁灭之爪（Destroy Claw）
骷髅骑士兽（Skull Knightmon）
配音：園崎未惠（日本）；張敦喻（台灣）；梁少霞（香港）
成熟期，不死型，病毒种。
必杀技：枪针（Spear Needle）
骷髅骑士兽：薙刀形态（Skull Knightmon: Naginata Mode）
成熟期，不死型，病毒种。
骷髅骑士兽：弓箭形态（Skull Knightmon: Arrow Mode）
成熟期，不死型，病毒种。
黑暗骑士兽（暗黑骑士兽）（Dark Knightmon）
完全体，暗黑骑士型，病毒种。
必杀技：双头矛（双子之枪）（Twin Spear）
百万黑暗骑士兽（百万暗黑骑士兽）（Mega Dark Knightmon）
完全体，暗黑骑士型，病毒种。
阿耳戈兽（阿尔戈兽/阿鲁戈兽/亚尔哥兽）（Algomon）
配音：松山鹰志（日本）；鄒韋（台灣）；潘文柏（香港）
幼年期Ⅰ，突然变异型，无属性。
必杀技：酸性泡泡（San no Awa）
幼年期Ⅱ，突然变异型，无属性。
必杀技：酸性泡泡（San no Awa）
成长期，突然变异型，病毒种。
必杀技：残酷之拳（残暴之拳）（Brute Knuckle）
成熟期，突然变异型，病毒种。
必杀技：电击连线（闪雷连线）（Bolt Line）
完全体，突然变异型，病毒种。
必杀技：消去光线（Elimination Line）
究极体，突然变异型，病毒种。
必杀技：扭曲光线（Distortion Line）
复眼兽（多目兽）（Eyesmon）
成熟期，魔龙型，病毒种。
必杀技：愚幻（Gugen）
复眼兽：分裂形态（多目兽：分散形态）（Eyesmon: Scatter Mode）
成熟期，魔龙型，病毒种。
必杀技：影缚（影子束缚）（Kageshibari）
大蛇兽（皇蛇兽）（Orochimon）
完全体，魔龙型，病毒种。
必杀技：天丛云（天丛云剑）（Ame no Murakumo）
尼德霍格兽（Nidhoggmon）
配音：火山太田（日本）；鄒韋（台灣）；蕭徽勇（香港）
究极体，魔龙型，病毒种。
必杀技：原基（Rudiment）
入侵兽（入侵者兽）（Vademon）
配音：高戶靖廣（日本）；鄒韋（台灣）；陳永信（香港）
完全体，外星人型，病毒种。
必杀技：恶魔飞吻（恶魔烈焰红唇）（Akuma no NageKiss）
恶鬼兽（奥加兽）（Orgemon）
配音：江川央生（日本）；鄒韋（台灣）；林國雄（香港）
成熟期，鬼人型，病毒种。
必杀技：霸王拳（Haouken）
核龙兽（蓝）（Coredramon (Blue)）
成熟期，龙型，疫苗种。
必杀技：蓝焰吐息（苍炎吐息）（Blue Flare Breath）
核龙兽（绿）（Coredramon (Green)）
成熟期，龙型，病毒种。
必杀技：绿焰吐息（碧炎吐息）（Green Flare Breath）
黑暗铠龙兽（暗黑铠龙兽/暗黑铠甲龙兽）（Dark Maildramon）
成熟期，改造型，病毒种。
必杀技：黑暗巨翼（黑暗之翼）（Dark Wing）
日轮兽（太阳兽）（Solarmon）
成长期，机械型，疫苗种。
必杀技：闪光之环（Shiny Ring）
坦克兽（战车兽）（Tankmon）
成熟期，改造型，数据种。
必杀技：超强加农炮（超级加农炮/高压加农炮/强力加农炮）（Hyper Cannon）
金刚兽（猩猩兽）（Gorimon）
成熟期，兽人型，数据种。
必杀技：强力击（超力攻击）（Power Attack）
黑暗巨龙兽（Dark Tyranomon）
成熟期，恐龙型，病毒种。
必杀技：火焰爆风（爆焰轰击/爆焰冲击）（Fire Blast）
金属巨龙兽（机械巨龙兽/钢铁巨龙兽）（Metal Tyranomon）
完全体，改造型，病毒种。
必杀技：核子激光（核子雷射光/核子死光）（Nuclear Laser）
毒蝎兽（骷髅蝎子兽）（Scorpiomon）
完全体，昆虫型，数据种。
必杀技：猛毒穿刺（剧毒矛枪/恐怖刺杀）（Poison Pierce）
胡蜂兽（雀蜂兽）（Waspmon）
成熟期，改造型，病毒种。
必杀技：涡轮刺针（涡轮螫针）（Turbo Stinger）
炮蜂兽（Cannonbeemon）
完全体，改造型，病毒种。
必杀技：硝基刺针（硝基毒针）（Nitro Stinger）
锹形虫兽（古加兽）（Kuwagamon）
成熟期，昆虫型，病毒种。
必杀技：剪刀臂（铁剪臂）（Scissor Arms）
大锹形虫兽（大古加兽）（Okuwamon）
完全体，昆虫型，病毒种。
必杀技：剪刀臂Ω（亚米加剪刀臂/欧米加剪刀臂）（Scissor Arms Ω）
雪人兽（Yukidarumon）
成熟期，冰雪型，疫苗种。
必杀技：绝对零度拳（绝对零度雪合战）（Zettai Reido Punch）
猛犸兽（长毛象兽）（Mammon）
完全体，古代兽型，疫苗种。
必杀技：长牙强袭（象牙轰击）（Tusk Strikes）
阀门兽（真空管兽）（Valvemon）
完全体，机械型，数据种。
必杀技：疯狂脉动（Mad Pump）
刺针兽（Chikurimon）
成长期，机雷型，病毒种。
必杀技：最终刺针兽（Final Chikurimon）
兵卒兽（骑兵兽/群集兽）（Troopmon）
配音：寺崎千波也、中村光树、片贝直生、今川柊稀（日本）
成熟期，不死型，数据种/自由种。
必杀技：死亡大进军（死亡行军）（Death March）
牛人兽（密诺多兽）（Minotaurmon）
配音：宝龟克寿（日本）；吳愷笛（台灣）；張錦江（香港）
成熟期，兽人型，病毒种。
必杀技：恶魔震动（黑暗大地震/暗黑大地震/黑域大乱震）（Darkside Quake）
公牛兽（斗牛兽）（Bullmon）
装甲体，哺乳类型，自由种/疫苗种。
必杀技：斗牛猛冲（Matador Dash）
乌贼兽（卡玛拉兽）（Calamaramon）
混合体，水栖型，可变种。
必杀技：泰坦冲击（震撼铁达尼）（Titanic Charge）
狡诈兽（狡猾兽）（Zurumon）
幼年期Ⅰ，软泥型，无属性。
必杀技：带强烈毒性泡泡（毒性泡泡）（Kyouretsuna Doku wo Obita Awa）
瓦尔格兽（黑鹰兽/黑魔兽）（Velgrmon）
混合体，巨鸟型，可变种。
必杀技：区域删除（区域绝灭/区域封灭）（Zone Deleter）
百万龙兽（机械飞龙兽/超蛇龙兽/超龙兽）（Megadramon）
完全体，改造型，病毒种。
必杀技：灭绝攻击（种族灭绝攻击/喷射飞弹/灭迹攻击）（Genocide Attack）
激流兽：黑暗形态（Splashmon: Darkness Mode）
完全体，水栖兽人型，病毒种。
必杀技：水虎台风（猛虎台风）（Tiger Typhoon）
鬼怪兽（猛鬼兽/鬼魂兽）（Bakemon）
成熟期，幽灵型，病毒种。
必杀技：地狱之爪（地狱之手/地狱鬼手/地狱咒缚）（Hell's Hand）
金属幻影兽（钢铁死神兽/金属幽灵兽/地狱死神兽）（Metal Fantomon）
完全体，改造型，数据种。
必杀技：灵魂猎杀（灵魂掠夺）（Soul Predator）
狱门兽（炼狱兽）（Gokumon）
究极体，改造型，病毒种。
必杀技：骷髅乱舞（Dokuro Ranbu）
海恶魔兽（海魔兽）（Marin Devimon）
完全体，水栖兽人型，病毒种。
必杀技：罪恶黑墨（罪孽黑毒）（Guilty Black）
梅菲斯兽（靡菲斯兽）（Mephismon）
配音：岩田光央（日本）；鄒韋（台灣）；李鎮然（香港）
完全体，堕天使型，病毒种。
必杀技：死亡黑云（死亡之云）（Death Cloud）
沙罗曼蛇兽（火蜥蜴兽/火蝾螈兽）（Salamandamon）
装甲体，两栖类型，病毒种。
必杀技：回燃（Backdraft）
饱嗝兽（Burpmon）
配音：堀越真己（日本）
等级不明，突然变异型，属性不明。
魔像兽（高力兽/岩石兽）（Golemon）
成熟期，病毒种。
必杀技：守卫者炸弹（Guardian Bomb）

### 其他数码兽

#### 网络世界
阿耳戈兽（阿尔戈兽/阿鲁戈兽/亚尔哥兽）（Algomon）
配音：松山鹰志（日本）；鄒韋（台灣）；潘文柏（香港）
幼年期Ⅰ，突然变异型，无属性。
必杀技：酸性泡泡（San no Awa）
幼年期Ⅱ，突然变异型，无属性。
必杀技：酸性泡泡（San no Awa）
成长期，突然变异型，病毒种。
必杀技：残酷之拳（残暴之拳）（Brute Knuckle）
成熟期，突然变异型，病毒种。
必杀技：电击连线（闪雷连线）（Bolt Line）
完全体，突然变异型，病毒种。
必杀技：消去光线（Elimination Line）
究极体，突然变异型，病毒种。
必杀技：扭曲光线（Distortion Line）
巨鲸兽（Whamon）
完全体，水栖型/水栖哺乳类型，疫苗种。
必杀技：潮汐波（大海啸）（Tidal Wave）
海王龙兽（飞翼兽）（Tylomon）
装甲体，海龙型，自由种/疫苗种。
必杀技：鱼雷攻击（Torpedo Attack）
声鸟兽（Soundbirdmon）
配音：火山太田（日本）；張敦喻（台灣）；曹啟謙（香港）
成长期，鸟型，病毒种。
必杀技：终音（Sound Finish）
乌贼兽（卡玛拉兽）（Calamaramon）
混合体，水栖型，可变种。
必杀技：泰坦冲击（震撼铁达尼）（Titanic Charge）
狡诈兽（狡猾兽）（Zurumon）
幼年期Ⅰ，软泥型，无属性。
必杀技：带强烈毒性泡泡（毒性泡泡）（Kyouretsuna Doku wo Obita Awa）

#### 数码世界

##### 云端大陆（克拉伍德大陆）
剑龙兽（Stegomon）
装甲体，剑龙型，自由种/数据种。
必杀技：甲壳针雨（甲壳针刺雨）（Shell Needle Rain）
雷鸟兽（Thunderbirmon）
装甲体，巨鸟型，数据种。
必杀技：雷电风暴（闪电风暴）（Thunderstorm）
螃蟹兽（巨蟹兽）（Ganimon）
成长期，甲壳类型，数据种。
必杀技：巨剪处刑（绞剪处刑）（Scissors Execution）
腔棘鱼兽（西拉兽）（Coelamon）
成熟期，古代鱼型，数据种。
必杀技：变异飞镖（多变夺命镖）（Variable Darts）
狙击兽（螳螂兽）（Snimon）
成熟期，昆虫型，疫苗种。
必杀技：影子镰刀（黑影剪钳/影子刀）（Shadow Sickle）
巨大锹形虫兽（究极古加兽/巨大古加兽/巨古加兽/夜魔兽）（Gran Kuwagamon）
究极体，昆虫型，自由种/病毒种。
必杀技：次元剪刀臂（次元剪刀）（Dimension Scissor）
毒蜘蛛兽（蜘蛛兽）（Dokugumon）
成熟期，昆虫型，病毒种。
必杀技：穿孔毒针（最强毒针/追击刺杀/毒蛛丝）（Stinger Poration）
钻头鼹鼠兽（钻地兽）（Drimogemon）
成熟期，兽型，数据种。
必杀技：钻头旋转（钻头螺旋/毒龙钻）（Drill Spin）
伪钻头鼹鼠兽（伪钻地兽）（Nise Drimogemon）
成熟期，兽型，数据种。
必杀技：伪钻头旋转（伪钻头螺旋/伪毒龙钻）（Nise Drill Spin）
墨鱼兽（Gesomon）
成熟期，软体型，病毒种。
必杀技：致命阴影（死亡黑影）（Deadly Shade）
小熊兽（Bearmon）
成长期，兽型，疫苗种。
必杀技：小熊正拳冲（Koguma Seikenduki）
灰熊兽（爪熊兽）（Gryzmon）
配音：火山太田（日本）；鄒韋（台灣）；鄧志堅（香港）
成熟期，兽型，疫苗种。
必杀技：当身返（Atemigaeshi）
拉布拉兽（利芭兽）（Labramon）
成长期，兽型，疫苗种。
必杀技：巡回犬吠（痊愈吼叫）（Retribark）
毛人兽（Mojyamon）
配音：田中亮一（日本）；鄒韋（台灣）；雷霆（香港）
成熟期，珍兽型，疫苗种。
必杀技：骨骨飞镖（冻骨回旋镖/骨骨回力刀）（Hone Hone Boomerang）
沙地蜻蜓兽（Sand Yanmamon）
成熟期，昆虫型，数据种。
必杀技：昆虫之风（沙漠之风/沙漠之尘）（Desert Wind）
齿轮兽（Hagurumon）
成长期，机械型，病毒种。
必杀技：黑暗齿轮（Darkness Gear）
守卫机器人兽（守卫兽）（Guardromon）
成熟期，机械型，病毒种/数据种。
必杀技：毁灭榴弹（毁灭榴弹炮/破坏榴弹炮）（Destruction Grenade）
机械人兽（安杜路兽/安卓兽）（Andromon）
配音：火山太田（日本）；鄒韋（台灣）；李鎮然（香港）
完全体，改造型，疫苗种/数据种。
必杀技：加特林导弹（超级导弹）（Gatling Missile）
纳米兽（分子兽）（Nanomon）
配音：金元壽子（日本）；張雅婕（台灣）；陳琴雲（香港）
完全体，机械型，病毒种。
必杀技：插头炸弹（插入式炸弹）（Plug Bomb）
普普兽（Pupumon）
幼年期Ⅰ，软泥型，无属性。
必杀技：毒性泡泡（Doku no Awa）
幻蜂兽（Funbeemon）
配音：钉宫理惠、角倉英里子、厚地彩花（日本）；李昀晴（台灣）；凌晞（香港）
成长期，昆虫型，病毒种。
必杀技：齿轮刺针（Gear Stinger）
黄金乡兽（要塞兽）（El Doradimon）
究极体，突然变异型，数据种。
必杀技：黄金大道（Golden Road）
豆豆兽（Mamemon）
完全体，突然变异型，数据种。
必杀技：微笑炸弹（豆豆拳击）（Smiley Bomber）
大豆豆兽（巨大豆豆兽）（Big Mamemon）
完全体，突然变异型，数据种。
必杀技：大微笑炸弹（大笑炸弹）（Big Smiley Bomber）
番长豆豆兽（Bancho Mamemon）
配音：石川英郎（日本）；張敦喻（台灣）；張方正（香港）
究极体，突然变异型，数据种。
必杀技：护王流传罗守（Golden Rush）
寝寝兽（问答兽/百问兽）（Neamon）
配音：菊池正美（日本）；吳愷笛（台灣）；李錦綸（香港）
成长期，兽型，数据种。
必杀技：装睡（Tanukineiri）
公公兽（老伯兽）（Jijimon）
配音：木村雅史（日本）；鄒韋（台灣）；盧國權（香港）
究极体，古代型，疫苗种。
必杀技：死亡悬挂（死亡边缘）（Hang on Death）
种子兽（Tanemon）
幼年期Ⅱ，球根型，无属性。
必杀技：粘着性泡泡（Nenchakusei no Awa）
拉拉兽（Lalamon）
配音：祖山桃子、厚地彩花、川口櫻（日本）
成长期，植物型，数据种。
必杀技：坚果喷射（坚果射击/果实射击）（Nuts Shoot）
向日葵兽（Sunflowmon）
配音：角倉英里子（日本）；黃玉奇（台灣）
成熟期，植物型，数据种。
必杀技：太阳光束（阳光射线/太阳镭射）（Sunshine Beam）
丁香兽（Lilamon）
完全体，妖精型，数据种。
必杀技：丁香飞雨（丁香雨/丁香密雨/丁香骤雨）（Lila Shower）
婆婆兽（Babamon）
配音：尾小平志津香（日本）；邱佩轝（台灣）；黃麗芳（香港）
究极体，古代型，疫苗种。
必杀技：皇后阴霾（女皇之恨/皇后薄雾）（Empress Haze）
流光兽（Storabimon）
配音：神谷浩史（日本）；吳愷笛（台灣）；梁偉德（香港）
混合体，兽人型，可变种。
必杀技：光之爪（Licht Nagel）
野狼兽（Wolfmon）
混合体，战士型，可变种。
必杀技：光之胜利者（镭射剑击/野狼重拳）（Licht Sieger）
小猴兽（顽猴兽）（Koemon）
成长期，兽型，病毒种。
必杀技：小型弹弓（宝贝弹弓）（Baby Sling）
哈奴兽（猿人兽/哈努兽/孙悟空兽）（Hanumon）
配音：田邊幸輔（日本）
成熟期，兽人型，疫苗种。
必杀技：怒发天（Dohatsuten）
小手兽（剑道兽）（Kotemon）
成长期，爬虫类型，数据种。
必杀技：炎击面（烈火斩/火焰面）（Fire Men）
武士兽（Musyamon）
成熟期，魔人型，病毒种。
必杀技：格杀勿论（百物斩）（Kirisute Gomen）
斩伐兽（魔骑士兽/珍巴怪兽）（Zanbamon）
究极体，魔人型，病毒种。
必杀技：打首狱门（Uchikubi Gokumon）
萨库兽（Sakumon）
幼年期Ⅰ，武器型，无属性。
必杀技：单刀直入（单刀切割）（Sakkuri）
显示兽（小显示屏兽/小显示器兽）（Monimon）
幼年期Ⅱ，布朗型，无属性。
必杀技：乱破（Rappa）
蜜蜂兽（Honeybeemon）
装甲体，昆虫型，自由种/数据种。
必杀技：毒性粉末（Poison Powder）
萨满兽（笨蛋兽）（Shamamon）
配音：淺野良介（日本）；鄒韋（台灣）
成长期，鬼人型，病毒种。
必杀技：萨满重锤（Shama Hammer）
大便兽（Scumon）
成熟期，突然变异型，病毒种。
必杀技：大便（米田共）（Unchi）
鼻涕兽（Numemon）
成熟期，软体型，病毒种/数据种。
必杀技：大便投掷（粪便投射）（Unchi Nage）
贝壳鼻涕兽（蜗牛兽）（Karatuki Numemon）
配音：堀越真己（日本）；邱佩轝（台灣）
成熟期，甲壳类型，病毒种。
必杀技：贝壳撞击（Shell's Attack）
也也兽（Yarmon）
幼年期Ⅱ，小型，无属性。
必杀技：涂料飞溅（Paint Splash）
弹力兽（弹弹兽）（Kyaromon）
幼年期Ⅱ，小型，无属性。
必杀技：摇尾巴（Shippo Swing）
电力兽（艾力兽）（Elecmon）
配音：高戶靖廣（日本）；張敦喻（台灣）
成长期，哺乳类型，数据种。
必杀技：闪烁雷击（闪光电击）（Sparkling Thunder）
明星兽（星星兽/流星兽/五角星兽）（Starmon）
成熟期，突然变异型，数据种。
必杀技：流星暴雨（流星风暴/流星雨召唤）（Meteor Squall）
陨石兽（Insekimon）
完全体，矿石型，数据种。
必杀技：宇宙一闪（宇宙闪光）（Cosmo Flash）
天鹅兽（Swanmon）
装甲体，鸟型，自由种/疫苗种。
必杀技：羽绒旋风（羽毛龙卷风）（Down Tornado）
蝙蝠兽（Pipismon）
配音：吉村那奈美、田中啟太郎（日本）；吳愷笛（台灣）
装甲体，突然变异型，自由种/数据种。
必杀技：疯狂音波（Crazy Sonic）
企鹅兽（Penmon）
成长期，鸟型，疫苗种。
必杀技：无限耳光（Mugen Binta）
几维鸟兽（奇鸟兽）（Kiwimon）
成熟期，古代鸟型，数据种。
必杀技：小型啄喙（小鸟啄击）（Little Pecker）
华丽兽（孔雀兽/迪拉兽）（Delumon）
完全体，鸟型，数据种。
必杀技：皇家坚果（华丽攻击）（Royal Nuts）
龙仔兽（Dracomon）
配音：吉村那奈美（日本）；黃玉奇（台灣）
成长期，龙型，数据种。
必杀技：小型吐息（幼龙吐息/幼龙气息）（Baby Breath）
长牙兽（大角兽）（Tuskmon）
成熟期，恐龙型，病毒种。
必杀技：装甲车之拳（装甲车拳）（Panzer Knuckle）
三角龙兽（三觭龙兽）（Triceramon）
完全体，角龙型，疫苗种。
必杀技：三角攻击（三角突击）（Tri-Horn Attack）
毒古尼兽（Dokunemon）
配音：田中啟太郎（日本）；張雅婕（台灣）
成长期，幻虫型，病毒种。
必杀技：蠕虫毒液（Worm Venom）
杂草兽（Zassoumon）
成熟期，植物型，病毒种。
必杀技：压榨藤蔓（Squeeze Bine）
腕龙兽（Brachimon）
配音：火山太田（日本）
完全体，长颈龙型，数据种。
必杀技：腕龙泡泡（腕龙吹泡）（Brachio Bubble）
独角兽（独角马兽）（Unimon）
成熟期，幻兽型/合成型，疫苗种。
必杀技：圣弹（神圣飞弹/神圣射击/圣灵炮/圣光球射击）（Holy Shot）
大嘴鸟兽（大嘴兽）（Tocanmon）
装甲体，鸟型，自由种/疫苗种。
必杀技：嘴钳切割（大嘴切割刀）（Pliers Cutter）
哈比兽（Harpymon）
配音：田中啟太郎（日本）；吳愷笛（台灣）
装甲体，幻兽型，自由种/数据种。
必杀技：风之探针（狂风烈沙）（Wind Seeker）
泥人兽（泥熊兽）（Tuchidarumon）
成熟期，突然变异型，数据种。
必杀技：巨重拳（Great Weight）
重力兽（格拉比兽）（Gravimon）
配音：中原茂（日本）；吳愷笛（台灣）；李致林（香港）
完全体，种族不明，病毒种。
必杀技：八驭重力（八重重力/八重力）（Octa Gravity）
炸弹兽（Bombmon）
幼年期Ⅰ，软泥型，无属性。
必杀技：爆炸头（Bomberhead）
蟑螂兽（曱甴兽/甲由兽）（Gokimon）
成熟期，昆虫型，病毒种。
必杀技：梦幻垃圾（梦幻尘土）（Dream Dust）
左轮兽（Revolmon）
成熟期，突然变异型，疫苗种。
必杀技：正义弹丸（正义之魂/审判子弹）（Justice Bullet）
塞皮克兽（土人兽）（Sepikmon）
装甲体，魔人型，自由种/数据种。
必杀技：灵魂回力镖（超速回力刀）（Spirit Boomerang）

##### 无限大陆
砗磲兽（虾蛄兽/蚬壳兽）（Shakomon）
成长期，甲壳类型，病毒种。
必杀技：黑珍珠（黑珍珠射击）（Black Pearl）
虾龙兽（龙虾兽）（Ebidramon）
成熟期，水栖型，数据种。
必杀技：海神双钳（海龙皇双钳）（Twin Neptune）
具足兽（Gusokumon）
完全体，甲壳类型，疫苗种。
必杀技：冲击利爪（Brunt Claw）
粒粒兽（Tsubumon）
幼年期Ⅰ，软泥型，无属性。
必杀技：酸性泡泡（San no Awa）
乌帕兽（奥柏兽）（Upamon）
幼年期Ⅱ，两栖类型，无属性。
必杀技：激动叫喊（Shock Shout）
锯齿兽（基刹兽）（Gizamon）
成长期，水栖哺乳类型，病毒种。
必杀技：螺旋刃（螺旋飞刃/旋转飞刃）（Spiral Edge）
贝塔兽（比特兽）（Betamon）
成长期，两栖类型，病毒种。
必杀技：麻痹电击（电击霹雳）（Dengeki Biririn）
海龙兽（Seadramon）
成熟期，水栖型，数据种。
必杀技：冰箭（寒冰箭/海龙冰箭）（Ice Arrow）
恶海龙兽（Waru Seadramon）
完全体，水栖型，病毒种。
必杀技：黑暗流柱（黑暗漩涡）（Darkstrom）
百万海龙兽（超海龙兽）（Mega Seadramon）
完全体，水栖型，数据种。
必杀技：雷电标枪（轰雷枪）（Thunder Javelin）
查普兽（Chapmon）
幼年期Ⅱ，小型，无属性。
必杀技：泡泡浴（Foam Shower）
乌龟兽（Kamemon）
配音：佐藤悠雅、厚地彩花、田中啟太郎（日本）；張雅婕（台灣）
成长期，改造型，数据种。
必杀技：指示箭头（Pointer Arrow）
陆龟兽（多达兽）（Tortamon）
成熟期，爬虫类型，疫苗种。
必杀技：甲壳方阵（甲壳飞刀）（Shell Phalanx）
河童兽（Gawappamon）
配音：佐藤悠雅、川口櫻、寺崎千波也（日本）
成熟期，改造型，数据种。
必杀技：DJ射击（DJ飞盘击）（DJ Shooter）
半鱼兽（奇蛙兽）（Hangyomon）
配音：角倉英里子、中村光樹（日本）
完全体，水栖兽人型，数据种。
必杀技：强袭捕鱼（强袭鱼叉/鱼叉重击）（Strike Fishing）
奥列格兽（奥列兽）（Olegmon）
配音：鹽屋浩三（日本）；鄒韋（台灣）；鄧志堅（香港）
究极体，海兽型，疫苗种。
必杀技：维京击打（维京一击/海盜连环劈）（Viking Vuffet ）
小龙兽（Petitmon）
配音：前田愛（日本）；張雅婕（台灣）；張頌欣（香港）
幼年期Ⅰ，软泥型，无属性。
必杀技：灼热吐息（灼热之息/火热吐息）（Atsui Toiki）
地龙兽（Groundramon）
完全体，地龙型，病毒种。
必杀技：铁屑粉碎爪（粉碎绞杀）（Scrapless Claw）
破坏龙兽（Breakdramon）
究极体，机龙型，病毒种。
必杀技：重力碾压（重力压阵）（Gravity Press）
甲板龙兽（军舰龙兽/战舰龙兽）（Deckerdramon）
成熟期，改造型，病毒种。
必杀技：甲板龙发射器（战舰龙发射器/战舰级发射器）（Deckerdra Launcher）
火山龙兽（Volcdramon）
完全体，龙型，数据种。
必杀技：火山焚风（火山爆发）（Volcanic Fount）
绿叶兽（Leafmon）
幼年期Ⅰ，软泥型，无属性。
必杀技：酸性泡泡（San no Awa）
古尼兽（Kunemon）
成长期，幼虫型，病毒种。
必杀技：电气丝（Electric Thread）
黄蜂兽（皇蜂兽）（Flymon）
成熟期，昆虫型，病毒种。
必杀技：致命毒针（必杀皇蜂针）（Deadly Sting）
沙砾兽（Jyarimon）
幼年期Ⅰ，软泥型，无属性。
必杀技：带热气泡泡（Nekki wo Obita Awa）
顽石兽（矿石兽）（Gottsumon）
成长期，矿石型，数据种。
必杀技：愤怒之石（愤怒岩石/愤怒之石击）（Angry Rock）
角龙兽（Monochromon）
成熟期，铠龙型，数据种。
必杀技：火山强袭（火山弹炮）（Volcano Strike）
汪喵兽（Wanyamon）
幼年期Ⅱ，小型，无属性。
必杀技：微笑之牙（微笑獠牙）（Smile Fang）
沙蜥蜴兽（Sunarizamon）
成长期，爬虫类型，病毒种。
必杀技：沙砾钩爪（Grit Nail）
魔像兽（高力兽/岩石兽）（Golemon）
配音：火山太田（日本）；鄒韋（台灣）；張錦江（香港）
成熟期，矿物型，病毒种。
必杀技：深红诅咒（曲线追击）（Curse Crimson）
戈格马兽（哥革玛兽）（Gogmamon）
配音：乃村健次（日本）；張敦喻（台灣）；劉奕希（香港）
完全体，矿石型，疫苗种。
必杀技：巨人磨碎机（Giant Grater）
电子龙兽（科学飞龙兽）（Cyberdramon）
完全体，外星人型/改造型，疫苗种。
必杀技：电子枪锋斩（电子裂刃击）（Cyber Blader）
炸弹兽（Bommon）
幼年期Ⅰ，软泥型，无属性。
必杀技：劈里啪啦（BachiBachiBcchin）
坦克龙兽（Tankdramon）
完全体，机械型，病毒种。
必杀技：奋发加农炮（Striver Cannon）
异特龙兽（阿鲁兽/异龙兽）（Allomon）
装甲体，恐龙型，自由种/数据种。
必杀技：恐龙爆风（恐龙暴风/龙火连击）（Dino Burst）
鹦鹉兽（巴罗多兽）（Parrotmon）
完全体，巨鸟型，疫苗种。
必杀技：音速毁灭者（毁灭音爆）（Sonic Destroyer）
十字兽（金鹰兽）（Crossmon）
究极体，巨鸟型，疫苗种。
必杀技：恺撒不死鸟（Kaiser Phoenix）
帕古兽（柏古兽）（Pagumon）
幼年期Ⅱ，小型，无属性。
必杀技：毒性泡泡（Doku no Awa）
加支兽（Gazimon）
成长期，哺乳类型，病毒种。
必杀技：麻痹之息（麻痹毒气）（Paralyze Breath）
獠牙兽（狼牙兽）（Fangmon）
成熟期，魔兽型，数据种。
必杀技：爆破灵棺（Blast Coffin）
杜宾犬兽（Dobermon）
成熟期，魔兽型，疫苗种/病毒种。
必杀技：灰色噪音（地狱嚎叫/自卫犬击）（Grau Lärm）
刻耳柏洛兽（沙路比兽/沙比路兽/地狱犬兽）（Cerberumon）
完全体，魔兽型，疫苗种/病毒种。
必杀技：地狱业焰（地狱火焰/地狱之火/疯狗烈焰）（Hellfire）
花蕾兽（Budmon）
幼年期Ⅱ，植物型，无属性。
必杀技：毒刺刺（Doku Togetoge）
蘑菇兽（Mushmon）
配音：寺崎千波也（日本）
成长期，植物型，病毒种。
必杀技：毒蘑菇炸弹（剧毒超蘑菇）（Poison S-mush）
枯木兽（朽木兽）（Woodmon）
配音：火山太田（日本）；鄒韋（台灣）；劉奕希（香港）
成熟期，植物型，病毒种。
必杀技：枝条摄能（吸命树枝）（Branch Drain）
树灵兽（祖利兽）（Jyureimon）
完全体，植物型，病毒种。
必杀技：樱桃炸弹（Cherry Bomb）
巧洛兽（电鼠兽）（Choromon）
幼年期Ⅰ，机械型，无属性。
必杀技：干扰粉末（Jamming Powder）
卡普利兽（加利兽）（Caprimon）
幼年期Ⅱ，小型，无属性。
必杀技：嚎叫电频（嚎叫赫兹）（Howling Hertz）
小锹形虫兽（机甲虫兽/小古加兽）（Kokuwamon）
成长期，机械型，数据种。
必杀技：剪刀臂迷你版（迷你剪刀臂/迷你电剪拳）（Scissor Arms Mini）
刃锹形虫兽（刃古加兽）（Blade Kuwagamon）
成熟期，机械型，病毒种。
必杀技：闪光刃（Spark Blade）
美它利佛锹形虫兽（美它利佛古加兽/美他力古加兽/美达古加兽）（Metallife Kuwagamon）
完全体，昆虫型，病毒种。
必杀技：导航激光（追踪雷射/追踪镭射）（Homing Laser）
珊瑚兽（Sangomon）
成长期，软体型，数据种。
必杀技：庇护毒雾（避难毒雾）（Refuge Mist）
海豚兽（Rukamon）
成熟期，水栖哺乳类型，疫苗种。
必杀技：振动脉冲（海王冲击波/摇摆电流）（Shaking Pulse）
奇虾兽（亚路加兽/阿路加兽）（Anomalocarimon）
完全体，古代甲壳类型，数据种。
必杀技：刺杀惊骇（恐怖刺杀/恐怖刺击）（Stinger Surprise）
蝠鲼兽（蝠虹兽/魔鬼鱼兽）（Mantaraymon）
装甲体，水栖型，自由种/疫苗种。
必杀技：麻痹之尾（Paralyze Tail）
海天使兽（Marin Angemon）
配音：尤加奈（日本）；邱佩轝（台灣）；陳皓宜（香港）
究极体，妖精型，疫苗种。
必杀技：大海之爱（海洋之爱/汪洋之爱）（Ocean Love）
大企鹅兽（巨大企鹅兽）（Daipenmon）
混合体，改造型/混合型，可变种。
必杀技：草莓死亡（草莓攻击）（Strawberry Death）
泳鱼兽（Swimmon）
成长期，热带鱼型，疫苗种。
必杀技：斩鳍（Slash Fin）
海马兽（Seahomon）
装甲体，水栖型，自由种/疫苗种。
必杀技：光谱彩虹（七色虹光）（Prism Rainbow）
翻车鱼兽（Manbomon）
配音：高塚正也（日本）；張敦喻（台灣）；李致林（香港）
装甲体，突然变异型，自由种/疫苗种。
必杀技：气球水雷（矿山气球）（Balloon Mine）
小拨片兽（Chibickmon）
幼年期Ⅰ，软泥型，无属性。
必杀技：尖尖叮咚（娇小玲珑/小巧玲珑）（Chinchikurinrin）
拨片兽（Pickmon）
幼年期Ⅱ，二流型，无属性。
必杀技：糖梅（甜言蜜语）（Sugar Plum）
泡泡兽（泡沫兽/巴布兽）（Bubbmon）
幼年期Ⅰ，软泥型，无属性。
必杀技：酸性泡泡（San no Awa）
电力兽（紫）（艾力兽（紫））（Elecmon (Violet)）
成长期，哺乳类型，病毒种。
必杀技：干扰雷击（Jamming Thunder）
斑纹独角兽（独角斑马兽）（Shima Unimon）
成熟期，幻兽型，疫苗种。
必杀技：光栅弹（独角冲击）（Raster Shot）
炸鸡球兽（炸鸡块兽/幼鸟兽）（Torikara Ballmon）
幼年期Ⅱ，食物型，无属性。
必杀技：植物性之泡（植物性泡泡）（Shokubutsusei no Awa）
汉堡兽（Burgamon）
配音：齋藤彩夏（日本）；李昀晴（台灣）；凌晞（香港）
成长期，食物型，疫苗种。
必杀技：美味馅饼（美味肉饼）（Delicious Patty）
薯条兽（Potamon）
配音：熊井統子（日本）；黃玉奇（台灣）；黃昕瑜（香港）
成熟期，食物型，疫苗种。
必杀技：咻咻薯条（Shuba Shuba Potato）
马铃薯兽（薯仔兽/土豆兽）（Jyagamon）
完全体，植物型，疫苗种。
必杀技：马铃薯碎击（炸薯攻击）（Smash Potato）
雪球兽（雪白兽）（Yukimi Botamon）
配音：野澤雅子（日本）；黃玉奇（台灣）；凌晞（香港）
幼年期Ⅰ，软泥型，无属性。
必杀技：钻石星辰（金钻星尘）（Diamond Dust）
月光兽（月月兽/月亮兽）（Moonmon）
幼年期Ⅱ，小型，无属性。
必杀技：月光泡泡（Moonlight Bubble）
月神兽（月亮兽/露娜兽/卢娜兽）（Lunamon）
配音：今野宏美（日本）；張雅婕（台灣）；張頌欣（香港）
成长期，哺乳类型，数据种。
必杀技：月神之爪（月亮之爪）（Luna Claw）
皮那兽（Pinamon）
幼年期Ⅰ，雏鸟型，无属性。
必杀技：嘶嘶火花（劈啪火花）（Piripiri Spark）
普瓦兽（绵绵兽）（Puwamon）
幼年期Ⅰ，雏鸟型，无属性。
必杀技：柔羽（Soft Feather）
五彩兽（焰彩兽）（Muchomon）
配音：廣橋涼（日本）；陳郁霖（台灣）；謝潔貞（香港）
成长期，鸟型，数据种。
必杀技：热带喙啄（热带鸟嘴）（Tropical Beak）
普斯兽（刺刺兽）（Pusumon）
幼年期Ⅰ，软泥型，无属性。
必杀技：奶嘴（Pacifier）
普斯利兽（尖刺兽）（Pusurimon）
幼年期Ⅱ，小型，无属性。
必杀技：尖尖翻滚（Chikuchiku Rolling）
飞艇兽（飞船兽）（Blimpmon）
成熟期，机械型，数据种。
必杀技：齐柏林爆炸（Zeppelin Explosion）
普路路兽（路路兽/震震兽）（Pururumon）
幼年期Ⅰ，软泥型，无属性。
必杀技：酸性泡泡（San no Awa）
水果兽（Pomumon）
配音：伊藤加奈惠、川口櫻、羽田茉夏（日本）；李昀晴（台灣）；成瑤孆（香港）
成长期，植物型，数据种。
必杀技：疾速之种（Rapid Seed）
副栉龙兽（管鼻龙兽）（Parasaurmon）
成熟期，恐龙型，病毒种。
必杀技：麻痹甜蜜（瘫痪甜蜜）（Palsy Sweet）
热带兽（Toropiamon）
完全体，植物型，病毒种。
必杀技：花瓣杀戮（Petally Carnage）
树虫兽（Entmon）
完全体，植物型，病毒种。
必杀技：德律阿得斯刺钉（Dryad Stinger）
负鼠兽（Opossummon）
配音：白石涼子（日本）；黃玉奇（台灣）；成瑤孆（香港）
装甲体，兽型，自由种/数据种/疫苗种。
必杀技：疯狂气球炸弹（Mad Balloon Bomb）
门左卫兽（熊仔兽）（Monzaemon）
完全体，玩偶型，疫苗种。
必杀技：爱心一击（爱心攻击）（Lovely Attack）
恶门左卫兽（恶霸熊仔兽/邪恶熊仔兽/丧尸熊仔兽）（Waru Monzaemon）
完全体，玩偶型，病毒种。
必杀技：心碎打击（心碎一击/心碎攻击）（Heartbreak Attack）
皱褶兽（Frimon）
幼年期Ⅱ，小型，无属性。
必杀技：尾击（Tail Slap）
小小兽（硝奥兽/硝典兽）（Xiaomon）
配音：高野麻里佳（日本）；邱佩轝（台灣）；羅孔柔（香港）
幼年期Ⅱ，小型，无属性。
必杀技：除魔（Chumo）
普罗罗兽（普洛洛兽）（Puroromon）
幼年期Ⅱ，小型，无属性。
必杀技：刺扎（Chikkuritto）
吱吱兽（芝蒙兽/老鼠兽）（Tyumon）
成长期，兽型，病毒种。
必杀技：奶酪炸弹（乳酪炸弹）（Cheese Bakudan）
搜索兽（搜寻兽）（Searchmon）
装甲体，昆虫型，自由种/数据种。
必杀技：干扰赫兹（兆赫干扰/干扰电磁波）（Jamming Hertz）
野菜兽（鼻屎兽）（Vegimon）
成熟期，食虫植物型/植物型，病毒种。
必杀技：大便投掷（Unchi Nage）
巨花兽（暴罗刹兽/花妖兽/果花兽）（Blossomon）
完全体，植物型，数据种。
必杀技：螺旋花（回旋飞花）（Spiral Flower）
佛洛拉兽（花拉兽）（Floramon）
配音：石橋桃（日本）
成长期，植物型，数据种。
必杀技：过敏喷雾（Allergy Shower）
红菜兽（红鼻屎兽）（Red Vegimon）
成熟期，植物型，病毒种。
必杀技：危险气息（恶臭气息/灾难性臭气）（Hazard Breath）
垃圾桶兽（垃圾筒兽/垃圾兽）（Gerbemon）
配音：龍田直樹（日本）；張敦喻（台灣）；劉奕希（香港）
完全体，突然变异型，病毒种。
必杀技：便便火箭炮（大便火箭炮/大便火炮）（Unchi Bazooka）
跳跳兽（Hopmon）
幼年期Ⅱ，幼龙型，无属性。
必杀技：哈嘻（跳动）（Hop Hip）
废品兽（Junkmon）
配音：山口勝平（日本）；張敦喻（台灣）；李凱傑（香港）
成长期，玩偶型，病毒种。
必杀技：抛物废品（垃圾投射）（Parabolic Junk）
烂泥兽（Raremon）
成熟期，不死型，病毒种。
必杀技：烂泥（烂泥攻击/大便/米田共）（Hedoro）
稀有烂泥兽（烂泥烂泥兽）（Rare Raremon）
完全体，不死型，病毒种。
必杀技：消化（吞噬消化）（Digest）
波高兽（百晓兽）（Bokomon）
成长期，突然变异型，疫苗种。
必杀技：猛冲刺逃跑（Nigeashi MouDash）
什么兽（亚伯兽/亚柏兽/阿伯兽）（Nanimon）
成熟期，入侵型，病毒种。
必杀技：大便（米田共）（Unchi）
火山兽（Volcamon）
配音：火山太田（日本）；鄒韋（台灣）；潘文柏（香港）
完全体，改造型，数据种。
必杀技：大爆炸重低音（大霹雳之音/重低音之歌/火山爆音击）（Big Bang Voice）
猿猴兽（悟空兽/猩猩兽）（Etemon）
配音：增谷康紀（日本）；張敦喻（台灣）；招世亮（香港）
完全体，玩偶型，病毒种。
必杀技：爱之小夜曲（爱心光线/爱情小夜曲/爱之小夜曲）（Love Serenade）
雷电球兽（闪电球兽）（Thunderballmon）
成熟期，突然变异型，数据种。
必杀技：雷丸（闪电球）（Thunderball）
机雷兽（炮弹兽）（Giromon）
配音：佐藤悠雅、中村光樹、田中啟太郎、谷嶋駿溫（日本）
完全体，机雷型/机械型，疫苗种。
必杀技：致命炸弹（死亡炸弹/死亡爆弹）（Deadly Bomb）
铁面兽（砲弹兽）（Tekkamon）
完全体，机械型，病毒种。
必杀技：斩电剑（Zandenken）
螺栓兽（科学怪兽/科学怪人兽）（Boltmon）
配音：松山鹰志（日本）
究极体，改造型，数据种。
必杀技：掷斧斯坦纳（战斧斯坦纳/旋转飞斧）（Tomahawk Steiner）
纽奇兽（豆苗兽）（Nyokimon）
幼年期Ⅰ，种子型，无属性。
必杀技：爆种（Seed Cracker）
怪树兽（圣树兽）（Arbormon）
混合体，改造型，可变种。
必杀技：机关枪之舞（Machine Gun Dance）
花龙兽（Petaldramon）
混合体，植物型，可变种。
必杀技：树叶旋风（飞叶狂风）（Leaf Cyclone）
音速兽（马赫兽）（Machmon）
配音：檜山修之（日本）；吳愷笛（台灣）；關令翹（香港）
成熟期，改造型，疫苗种。
必杀技：全油门之刃（全速利刃/全速锋刃）（Full-throttle Edge）
寄生兽（寄生虫兽）（Parasimon）
究极体，寄生型，病毒种。
必杀技：电力束缚（电气束缚/电击捆锁）（Electric Bind）
犀牛兽（Rhinomon）
装甲体，哺乳类型，自由种/疫苗种。
必杀技：无限之光（Ain Soph Aur ）
嘿嘿兽（Keemon）
幼年期Ⅰ，软泥型，无属性。
必杀技：噗嗤（Push）
气龙兽（爬虫兽/高速兽）（Gaossmon）
配音：松山鹰志（日本）；鄒韋（台灣）；麥皓豐（香港）
成长期，爬虫类型，病毒种。
必杀技：头突击（迎头猛击/突击头槌/突击头撞）（Head Strike）
巨龙兽（Tyranomon）
成熟期，恐龙型，数据种。
必杀技：火焰吐息（火焰喷射）（Fire Breath）
迷你大头兽（小巨头兽）（Minidekachimon）
配音：水田山葵（日本）；張敦喻（台灣）；陳琴雲（香港）
成长期，小龙型，数据种。
必杀技：迷你大头火焰（小巨头火焰）（Minideka Flame）
大头兽（巨头兽）（Atamadekachimon）
成熟期，恐龙型/不平衡型，数据种。
必杀技：鼓・爆碎（Ko Bakusai）
稻草人兽（Nohemon）
配音：田中秀幸（日本）；吳愷笛（台灣）；朱子聰（香港）
装甲体，玩偶型，自由种/病毒种。
必杀技：乌鸦嘲笑（Derision Crow）
贤者兽（镜影兽/智者兽）（Wisemon）
配音：速水獎（日本）；鄒韋（台灣）；張錦江（香港）
完全体，魔人型，病毒种。
必杀技：永恒涅槃（Eternal Nirvana）
古代贤者兽（古代镜影兽/古代智者兽）（Ancient Wisemon）
究极体，古代突然变异型，病毒种。
必杀技：拉普拉斯之魔（Laplace no Ma）
爱精灵兽（红）（Pucchiemon(Red)）
配音：大和田仁美（日本）；張雅婕（台灣）；凌晞（香港）
装甲体，妖精型，自由种/疫苗种。
必杀技：爱心光线（爱心光束）（Heartner Beam）
爱精灵兽（绿）（Pucchiemon (Green)）
配音：橋本栞里（日本）；陳郁霖（台灣）；張頌欣（香港）
装甲体，妖精型，自由种/数据种。
必杀技：爱心光线（爱心光束）（Heartner Beam）
巴隆兽（巴罗兽）（Baromon）
装甲体，魔人型，自由种/疫苗种。
必杀技：流星之舞（精灵之舞）（Meteor Dance）
机械载物兽（机械装甲兽）（Mechanorimon）
成熟期，机械型，病毒种。
必杀技：闪烁光束（闪光炮）（Twinkle Beam）
狗狗兽（傻狗兽）（Dogmon）
成熟期，玩偶型，数据种。
必杀技：犬瘟咆哮（瘟犬嚎叫）（Distem Howling）
画家兽（绘师兽/绘图兽）（Ekakimon）
成长期，突然变异型，数据种。
必杀技：多彩变化（Colorful Change）
啾啾兽（吱吱兽/老鼠兽）（Tyutyumon）
成长期，兽型，病毒种。
必杀技：啾啾叽叽（吱吱喳喳）（Tyutyu Twitter）
孜孜兽（Cotsucomon）
幼年期Ⅰ，防具型，无属性。
必杀技：砰砰（Kottsun）
恪勤兽（Kakkinmon）
幼年期Ⅱ，防具型，无属性。
必杀技：当当（Kankan）
纸箱兽（Bacomon）
配音：三野雄大（日本）
成长期，突然变异型，数据种。
必杀技：胶带卷缚（橡胶滚筒）（Gum Roll）
怪蛙兽（Gekomon）
成熟期，两栖类型，病毒种。
必杀技：碰撞交响乐（粉碎交响曲/古典交响乐）（Crash Symphony）
老爷怪蛙兽（Tonosama Gekomon）
配音：鹽屋浩三（日本）；鄒韋（台灣）；葉振聲（香港）
完全体，两栖类型，病毒种。
必杀技：花腔音调（破坏音波/低周波攻击）（Samurai Tone）
太鼓兽（Dondokomon）
成长期，乐器型，疫苗种。
必杀技：咚咚锵音头（太鼓音头）（Dondoko Ondo）
歌舞伎兽（花旦兽）（Kabukimon）
配音：遠近孝一（日本）；張敦喻（台灣）；李鎮然（香港）
装甲体，突然变异型，自由种/疫苗种。
必杀技：樱吹雪（Sakura Fubuki）
哥布林兽（野人兽）（Goburimon）
成长期，鬼人型，病毒种。
必杀技：哥布林强袭（野人火焰弹/野人强棒）（Goburi Strike）
恶鬼兽（奥加兽）（Orgemon）
配音：江川央生（日本）；鄒韋（台灣）；林國雄（香港）
成熟期，鬼人型，病毒种。
必杀技：霸王拳（Haouken）
叛逆兽（叛乱兽）（Rebellimon）
完全体，改造型，病毒种。
必杀技：征服导弹（征服飞弹）（Vanquish Missile）
可爱兽（萌萌兽）（Cutemon）
配音：桑島法子（日本）；李昀晴（台灣）；陳皓宜（香港）
成长期，妖精型，疫苗种。
必杀技：超音速波（超音波/超音波震动）（Supersonic Wave）
野猪兽（烧猪兽）（Boarmon）
装甲体，哺乳类型，自由种/疫苗种/数据种。
必杀技：鼻尖冲击波（鼻热射线）（Nose Blaster）
鬼魂兽（帽子猛鬼兽/亡魂兽/扮鬼兽）（Soulmon）
配音：佐藤悠雅、角倉英里子、浅野良介（日本）
成熟期，幽灵型，病毒种。
必杀技：死灵魔法（Necro Magic）
巨犀兽（俾路支兽）（Baluchimon）
成熟期，圣兽型，数据种。
必杀技：念力锁链（Psychic Chain）
骷髅巨犀兽（骷髅俾路支兽/丧尸剑齿虎兽/丧尸石虎兽）（Skull Baluchimon）
完全体，不死型，数据种。
必杀技：坟墓之骨（Grave Bone）
玩具亚古兽（积木亚古兽/积木兽）（Toy Agumon）
成长期，玩偶型，疫苗种。
必杀技：玩具火焰（玩具火焰弹/积木火焰弹）（Toy Flame）
列车兽：球球号（机车兽：球球号/电车兽：球球号）（Trailmon: Ball）
成熟期，机械型，数据种。
必杀技：冷酷突进（Cool Running）
列车兽：蠕虫号（机车兽：幼虫号/电车兽：虫虫号）（Trailmon: Worm）
成熟期，机械型，数据种。
必杀技：冷酷突进（Cool Running）
树袋熊兽（无尾熊兽）（Phascomon）
配音：風間勇刀（日本）；張敦喻（台灣）；曹啟謙（香港）
成长期，魔兽型，病毒种。
必杀技：邪恶呼噜（邪恶鼾声）（Evil Snore）
洞窟兽（古洛顿兽）（Grottemon）
混合体，鬼人型，可变种。
必杀技：蛇眼摧毁（灵蛇霹雳）（Snake Eye Break）
拉娜兽（娜娜兽）（Ranamon）
混合体，妖精型，可变种。
必杀技：豪雨流柱（狂风暴雨）（Rain Stream）
皮皮兽（比比兽）（Pipimon）
幼年期Ⅰ，软泥型，无属性。
必杀技：酸性泡泡（San no Awa）
狐狐兽（狐裘兽）（Relemon）
幼年期Ⅰ，软泥型，无属性。
必杀技：变身（Henshin）

### 其他
旁白（Narration）
配音：野澤雅子（日本）；張敦喻（台灣）；黃麗芳（香港）
电视新闻主播（TV newscaster）
配音：生田龙圣、田中沙耶、田边幸辅、竹内大生、新井遥夏、田中啟太郎（日本）；鄒韋、黃玉奇、邱佩轝、張敦喻（台灣）；鄧志堅、張頌欣、張錦江（香港）

## 数码兽大图鉴
本作《数码宝贝大冒险：》第9话至第67话编排的数码兽图鉴环节，也是自TV动画《数码宝贝合体战争》和《数码宝贝宇宙 应用怪兽》后的“传统”环节。图鉴正反面的图形设计和数码兽卡片游戏（Digimon Card Game）相似。本环节基本由泉光子郎负责解说，第9话至第17话编排于片头曲之前，第18话至第67话编排于片尾曲与下集预告之间。
| 话数 | 数码兽/数码蛋                                                                     | 解说角色                    | 日本配音            | 台湾配音      | 香港配音      |
| ---- | --------------------------------------------------------------------------------- | --------------------------- | ------------------- | ------------- | ------------- |
| 9    | 亚古兽（，Agumon）                                                                | 泉光子郎                    | 小林由美子          | 黃玉奇        | 詹健兒        |
| 10   | 暴龙兽（，Greymon）                                                               | 泉光子郎                    | 小林由美子          | 黃玉奇        | 詹健兒        |
| 11   | 加布兽（，Gabumon）                                                               | 泉光子郎                    | 小林由美子          | 黃玉奇        | 詹健兒        |
| 12   | 棕榈兽（巴鲁兽）（，Palmon）                                                      | 泉光子郎                    | 小林由美子          | 黃玉奇        | 詹健兒        |
| 13   | 比丘兽（皮悠兽）（，Piyomon）                                                     | 泉光子郎                    | 小林由美子          | 黃玉奇        | 詹健兒        |
| 14   | 瓢虫兽（甲虫兽）（，Tentomon）                                                    | 泉光子郎                    | 小林由美子          | 黃玉奇        | 詹健兒        |
| 15   | 斑海豹兽（哥玛兽）（，Gomamon）                                                   | 泉光子郎                    | 小林由美子          | 黃玉奇        | 詹健兒        |
| 16   | 加鲁鲁兽（，Garurumon）                                                           | 泉光子郎                    | 小林由美子          | 黃玉奇        | 詹健兒        |
| 17   | 鸟龙兽（巴多拉兽）（，Birdramon）                                                 | 泉光子郎                    | 小林由美子          | 黃玉奇        | 詹健兒        |
| 18   | 针刺兽（仙人掌兽／荆棘兽）（，Togemon）                                           | 泉光子郎                    | 小林由美子          | 黃玉奇        | 詹健兒        |
| 19   | 一角兽（海狮兽／独角鲸兽）（，Ikkakumon）                                         | 泉光子郎                    | 小林由美子          | 黃玉奇        | 詹健兒        |
| 20   | 独角仙兽（比多兽）（，Kabuterimon）                                               | 泉光子郎                    | 小林由美子          | 黃玉奇        | 詹健兒        |
| 21   | 金属暴龙兽（机械暴龙兽）（，Metal Greymon）                                       | 泉光子郎                    | 小林由美子          | 黃玉奇        | 詹健兒        |
| 22   | 狼人加鲁鲁兽（兽人加鲁鲁兽）（，Were Garurumon）                                  | 泉光子郎                    | 小林由美子          | 黃玉奇        | 詹健兒        |
| 23   | 百合兽（花仙兽/仙女兽）（，Lilimon）                                              | 泉光子郎                    | 小林由美子          | 黃玉奇        | 詹健兒        |
| 24   | 迦楼罗兽（伽楼达兽）（，Garudamon）                                               | 泉光子郎                    | 小林由美子          | 黃玉奇        | 詹健兒        |
| 25   | 阿特拉独角仙兽（超比多兽）（，Atlur Kabuterimon）                                 | 泉光子郎                    | 小林由美子          | 黃玉奇        | 詹健兒        |
| 26   | 祖顿兽（，Zudomon）                                                               | 泉光子郎                    | 小林由美子          | 黃玉奇        | 詹健兒        |
| 27   | 巴达兽（，Patamon）                                                               | 泉光子郎                    | 小林由美子          | 黃玉奇        | 詹健兒        |
| 28   | 天使兽（，Angemon）                                                               | 泉光子郎                    | 小林由美子          | 黃玉奇        | 詹健兒        |
| 29   | 骷髅骑士兽（，Skull Knightmon）                                                   | 泉光子郎                    | 小林由美子          | 黃玉奇        | 詹健兒        |
| 30   | 黑暗骑士兽（暗黑骑士兽）（，Dark Knightmon）                                      | 泉光子郎                    | 小林由美子          | 黃玉奇        | 詹健兒        |
| 31   | 战斗暴龙兽（，War Greymon）                                                       | 泉光子郎 亚古兽             | 小林由美子 坂本千夏 | 黃玉奇 吳愷笛 | 詹健兒 陸惠玲 |
| 32   | 可蒙犬兽（科蒙德兽）（，Komondomon）                                              | 泉光子郎                    | 小林由美子          | 黃玉奇        | 詹健兒        |
| 33   | 天马兽（，Pegasmon）                                                              | 泉光子郎                    | 小林由美子          | 黃玉奇        | 詹健兒        |
| 34   | 迪路兽（，Tailmon）                                                               | 泉光子郎                    | 小林由美子          | 黃玉奇        | 詹健兒        |
| 35   | 天女兽（，Angewomon）                                                             | 泉光子郎                    | 小林由美子          | 黃玉奇        | 詹健兒        |
| 36   | 电光暴龙兽（，Blitz Greymon）                                                     | 泉光子郎                    | 小林由美子          | 黃玉奇        | 詹健兒        |
| 37   | 狮子兽（，Leomon）                                                                | 泉光子郎                    | 小林由美子          | 黃玉奇        | 詹健兒        |
| 38   | 黄金乡兽（要塞兽）（，El Doradimon）                                              | 泉光子郎                    | 小林由美子          | 黃玉奇        | 詹健兒        |
| 39   | 垂耳兔兽（黑大耳兽）（，Lopmon）                                                  | 泉光子郎                    | 小林由美子          | 黃玉奇        | 詹健兒        |
| 40   | 海天使兽（，Marin Angemon）                                                       | 泉光子郎                    | 小林由美子          | 黃玉奇        | 詹健兒        |
| 41   | 大企鹅兽（巨大企鹅兽）（，Daipenmon）                                             | 泉光子郎                    | 小林由美子          | 黃玉奇        | 詹健兒        |
| 42   | 什么兽（亚伯兽/亚柏兽）（，Nanimon）                                              | 泉光子郎                    | 小林由美子          | 黃玉奇        | 詹健兒        |
| 43   | 魔像兽（高力兽/岩石兽）（，Golemon）                                              | 泉光子郎                    | 小林由美子          | 黃玉奇        | 詹健兒        |
| 44   | 汉堡兽（，Burgamon）                                                              | 泉光子郎                    | 小林由美子          | 黃玉奇        | 詹健兒        |
| 45   | 金属加鲁鲁兽（钢铁加鲁鲁兽）（，Metal Garurumon）                                 | 泉光子郎 加布兽             | 小林由美子 山口眞弓 | 黃玉奇 鄒韋   | 詹健兒 林丹鳳 |
| 46   | 神圣天使兽（，Holy Angemon）                                                      | 泉光子郎                    | 小林由美子          | 黃玉奇        | 詹健兒        |
| 47   | 垃圾桶兽（垃圾筒兽/垃圾兽）（，Gerbemon）                                         | 泉光子郎                    | 小林由美子          | 黃玉奇        | 詹健兒        |
| 48   | 花龙兽（，Petaldramon）                                                           | 泉光子郎                    | 小林由美子          | 黃玉奇        | 詹健兒        |
| 49   | 稻草人兽（，Nohemon）                                                             | 泉光子郎                    | 小林由美子          | 黃玉奇        | 詹健兒        |
| 50   | 神龙兽（，Goddramon）                                                             | 泉光子郎                    | 小林由美子          | 黃玉奇        | 詹健兒        |
| 51   | 圣龙兽（，Holydramon）                                                            | 泉光子郎                    | 小林由美子          | 黃玉奇        | 詹健兒        |
| 52   | 凤凰兽（圣鹰兽）（，Hououmon）                                                    | 泉光子郎 比丘兽（皮悠兽）   | 小林由美子 重松花鳥 | 黃玉奇 陳郁霖 | 詹健兒 林元春 |
| 53   | 老爷怪蛙兽（，Tonosama Gekomon）                                                  | 泉光子郎                    | 小林由美子          | 黃玉奇        | 詹健兒        |
| 54   | 叛逆兽（叛乱兽）（，Rebellimon）                                                  | 泉光子郎                    | 小林由美子          | 黃玉奇        | 詹健兒        |
| 55   | 蔷薇兽（高雅蔷薇兽/玫瑰兽）（，Rosemon）                                          | 泉光子郎 棕榈兽（巴鲁兽）   | 小林由美子 山田茸   | 黃玉奇 張雅婕 | 詹健兒 魏惠娥 |
| 56   | 偃月加鲁鲁兽（，Cres Garurumon）                                                  | 泉光子郎                    | 小林由美子          | 黃玉奇        | 詹健兒        |
| 57   | 贤者兽（镜影兽/智者兽）（，Wisemon）                                              | 泉光子郎                    | 小林由美子          | 黃玉奇        | 詹健兒        |
| 58   | 数码蛋（，Digitama）                                                              | 泉光子郎                    | 小林由美子          | 黃玉奇        | 詹健兒        |
| 59   | 赫拉克勒独角仙兽（赫拉克勒比多兽/力神比多兽/究极比多兽）（，Herakle Kabuterimon） | 泉光子郎 瓢虫兽（甲虫兽）   | 小林由美子 櫻井孝宏 | 黃玉奇 鄒韋   | 詹健兒 黃啟昌 |
| 60   | 维京兽（维京毛人兽）（，Vikemon）                                                 | 泉光子郎 斑海豹兽（哥玛兽） | 小林由美子 竹内順子 | 黃玉奇 邱佩轝 | 詹健兒 胡家豪 |
| 61   | 重力兽（格拉比兽）（，Gravimon）                                                  | 泉光子郎                    | 小林由美子          | 黃玉奇        | 詹健兒        |
| 62   | 土偶兽（古神兽）（，Shakkoumon）                                                  | 泉光子郎                    | 小林由美子          | 黃玉奇        | 詹健兒        |
| 63   | 黑球兽（，Botamon）                                                               | 泉光子郎                    | 小林由美子          | 黃玉奇        | 詹健兒        |
| 64   | 炽天使兽（究极天使兽/塞拉菲兽）（，Seraphimon）                                   | 泉光子郎 巴达兽             | 小林由美子 松本美和 | 黃玉奇 陳郁霖 | 詹健兒 雷碧娜 |
| 65   | 座天使兽（神圣天女兽/奥菲尼兽）（，Ofanimon）                                     | 泉光子郎 迪路兽             | 小林由美子 園崎未惠 | 黃玉奇 李昀晴 | 詹健兒 梁少霞 |
| 66   | 奥米加兽（奥麦加兽/亚米加兽/欧米加兽）（，Omegamon）                              | 泉光子郎                    | 小林由美子          | 黃玉奇        | 詹健兒        |
| 67   | 滚球兽（，Koromon）                                                               | 泉光子郎                    | 小林由美子          | 黃玉奇        | 詹健兒        |

## 注解
1. ↑  TVB将片名副标题用“重啟之戰”表示。
2. ↑  TVB的文字版片名将“：”置于“數碼暴龍”和“重啟之戰”之间，主视觉图的片名将“：”置于“數碼暴龍重啟之戰”后面。爱奇艺国际站的片名将“：”后面的“数码器”标志用“Ψ”表示。WeTV的片名将“：”省去。
3. ↑  角色设计同时基于原作动画《数码宝贝大冒险》主人公八神太一以及漫画《数码宝贝大冒险V驯兽师01》主人公八神太一。
4. ↑  官方汉字为
5. ↑  在第31、45、52、55、59、60、64、65话泉光子郎分别搭配亚古兽、加布兽、比丘兽（皮悠兽）、棕榈兽（巴鲁兽）、瓢虫兽（甲虫兽）、斑海豹兽（哥玛兽）、巴达兽、迪路兽一起解说，且解说的对象均为这8个数码兽的究极体。